# Rezerwat przyrody Wójtowski Grąd
Rezerwat przyrody Wójtowski Grąd – leśny rezerwat przyrody o powierzchni 3,52 ha na terenie gminy wiejskiej Włocławek w województwie kujawsko-pomorskim. Leży w obrębie Gostynińsko-Włocławskiego Parku Krajobrazowego, na gruntach zarządzanych przez Nadleśnictwo Włocławek. Utworzony w 1987 r., chroni grądy i bory mieszane na wydmowym zboczu rynny Jeziora Wójtowskiego Dużego.
Obszar rezerwatu podlega ochronie ścisłej (2,40 ha) i czynnej (1,12 ha).